# زیارت ناحیه مقدسه
زیارت ناحیه مقدسه نام یک دعای مورد استفاده شیعیان دوازده امامی ایران است. این دعا در روز عاشورا خوانده می‌شود و به زیارت حسین بن علی در روز عاشورا معروف است. به باور شیعیان دوازده امامی این دعا از حجت بن حسن، در وصف حادثه کربلا و عاشورا گفته شده‌است.
زیارت ناحیه مقدسه با درود بر پیامبران و اهل بیت، محمد و حسین و یارانش در کربلا آغاز می‌شود. پس از آن، به شرح کامل اوصاف و کردار حسین پیش از جنگ، زمینه‌های جنگ او، شرح کشته شدن و سختی‌های او، و عزادار شدن تمام عالم و موجودات زمینی و آسمانی می‌پردازد. در پایان، با توسل به اهل بیت و دعا، دعا پایان می‌پذیرد.
شرح این زیارت در کتابی به نام «سلام موعود» به قلم محمدرضا سنگری در سال ۱۳۸۱ نگارش یافته‌است.